# Ceradenia tryonorum
Ceradenia tryonorum là một loài dương xỉ trong họ Polypodiaceae. Loài này được B. León & A.R. Sm. mô tả khoa học đầu tiên năm 2003.
Danh pháp khoa học của loài này chưa được làm sáng tỏ. 